# Galaktisches Jahr

Der Orbit (weiß) der Sonne (gelb) um das galaktische Zentrum (GC) zusammen mit dem breit gestreuten Schwarm jener Sterne (rot), die sich zufällig gerade in der Nachbarschaft der Sonne befinden. Die Rückrechnung über 250 Millionen Jahre beruht auf Messungen der Eigenbewegungen in den letzten 15 Jahren.

Ein galaktisches Jahr (GJ) bezeichnet den vollständigen Umlauf des Sonnensystems um das Zentrum der Milchstraße. Seine Dauer wird heute allgemein mit ca. 225 Millionen Jahren angesetzt. 
Erstmals wurde die Bezeichnung 1952 durch den russischen Astronomen Pawel Petrowitsch Parenago in einer Arbeit über die Massenverteilung im Milchstraßensystem verwendet.

## Zeitablauf in galaktischen Jahren
In dieser Auflistung gilt für ein GJ = 225 Millionen Jahre.
- 0 GJ: Entstehung der Sonne
- 4 GJ: Auf der Erde entstehen die Ozeane
- 5 GJ: Die ersten Lebensformen entstehen auf der Erde
- 6 GJ: Prokaryoten entstehen
- 7 GJ: Bakterien entstehen
- 10 GJ: Kontinente entstehen
- 13 GJ: Eukaryoten entstehen
- 16 GJ: Vielzeller entstehen
- 17,8 GJ: Kambrische Explosion
- 19 GJ: Perm-Trias-Grenze (Massenaussterben)
- 19,6 GJ: Kreide-Paläogen-Grenze (K/P-Impakt, Dinosauriersterben etc.)
- 19,999 GJ: Der moderne Mensch (Homo sapiens) erscheint
- 20 GJ: Heute

Die Sonne bewegt sich nicht einfach auf einer geneigten Bahnebene zweifach pro Umlauf durch die galaktische Ebene hindurch, sondern sie pendelt auf ihrem Bahnverlauf häufiger auf und ab – die Angaben für die Halbperiode liegen zwischen 30 und gut 40 Millionen Jahren, sodass es pro galaktischem Jahr fünf bis sechs Passagen der galaktischen Ebene gibt.

## Zusammenhang mit Artensterben
Versuche, Muster in der Häufigkeitsverteilung von Artensterben mit galaktischen Umläufen zu erklären, wurden zunächst dadurch begünstigt, dass die Astronomie den Wert für das galaktische Jahr nur näherungsweise bestimmen konnte und daher Spielraum für zufällige Übereinstimmungen bestand. Seit die Infrarotastronomie den Blick auf das galaktische Zentrum ermöglicht, bestimmte man aus dessen scheinbarer Bewegung vor dem Hintergrund ferner Galaxien die Umlaufzeit zu ca. 250 Millionen Jahren, was etliche hypothetische Zuordnungen widerlegte.

## Belege
1. ↑  Mitchell N. Charity: Geologic Time Scale – as 18 galactic rotations. In: vendian.org. 10. Juli 1998, abgerufen am 6. September 2023 (englisch, darin 1 GJ = 250 Mio. Jahre, weswegen die Werte hier umgerechnet wurden).